# Аль-Гебали, Тахани
Тахани аль-Гебали (араб. تهاني الجبالي‎; 9 ноября 1950, Танта — 9 января 2022, Агуза, Эль-Гиза) — египетский судья и бывший вице-председатель Высшего конституционного суда.

## Биография
В 1968 году начала изучать право в Каирском университете в Эль-Гизе. Работала адвокатом 30 лет, а также представляла интересы рабочих после восстания 1977 года и участвовала в делах о разводе. Также активно выступала за права женщин. Имела диплом по исламскому праву.
В 2003 году была назначена на должность президентом Хосни Мубараком, став первой женщиной в истории, занявшей судебную должность в Египте, и оставалась в этой отрасли единственной женщиной до 2007 года, когда на различные судебные должности были назначены ещё 32 египтянки.
В июле 2012 года газета The New York Times опубликовала информацию, что вице-председатель Высшего конституционного суда Тахани аль-Гебали посоветовала Высшему совету Вооружённых сил не передавать власть гражданским лицам до тех пор, пока не будет принята конституция. Этот факт был опровергнут судьей, которая заявила, что она подаст в суд на газету за клевету.
9 января 2022 года умерла от COVID-19 в возрасте 71 года.